# Saint-Rémy-des-Landes
Saint-Rémy-des-Landes – miejscowość i dawna gmina we Francji, w regionie Normandia, w departamencie Manche. W 2013 roku jej populacja wynosiła 216 mieszkańców. 
W dniu 1 stycznia 2016 roku z połączenia dziewięciu ówczesnych gmin – Baudreville, Bolleville, Glatigny, La Haye-du-Puits, Mobecq, Montgardon, Saint-Rémy-des-Landes, Saint-Symphorien-le-Valois oraz Surville – utworzono nową gminę La Haye. Siedzibą gminy została miejscowość La Haye-du-Puits. 